# گیاه‌پارچ راست‌سنبله
گیاه‌پارچ راست‌سنبله یا گیاه‌پارچ سنبله‌راستین (نام علمی: Nepenthes eustachya)، یک گونه از سرده گیاه‌پارچ‌ها است.